# Großsteingräber bei Karft
Die Großsteingräber bei Karft waren mehrere megalithische Grabanlagen unbekannter Zahl der jungsteinzeitlichen Trichterbecherkultur bei Karft, einem Ortsteil von Wittendörp im Landkreis Ludwigslust-Parchim (Mecklenburg-Vorpommern). Sie wurden im 19. Jahrhundert zerstört. Nur über eine Anlage liegen nähere Informationen vor. Sie wurde 1841 von Johann Ritter untersucht.

## Lage
Ritter erwähnt, dass auf dem Feld bei Karft mehrere Großsteingräber lagen. Das von ihm untersuchte befand sich zwischen Karft und Püttelkow, nahe bei den Krafter Tannen, wo sich das Feld zur Schilde hin abflacht. Östlich lagen die Großsteingräber bei Püttelkow, südlich die Großsteingräber bei Wittenburg.

## Beschreibung
Bei dem Grab handelte es sich um ein ost-westlich orientiertes kammerloses Hünenbett mit einer Länge von 72 Schritt (ca. 54 m) und einer Breite von 26 Fuß (ca. 7,8 m). Es besaß eine steinerne Umfassung, die nach Ritters Untersuchung zur Gewinnung von Baumaterial für den Straßenbau entfernt wurden. Die Hügelschüttung bestand wie der anstehende Boden aus lehmhalten Sand und war noch 3–4 Fuß (ca. 0,9–1,2 m) hoch erhalten. Im östlichen Teil der Hügelschüttung stieß Ritter auf Platten aus Rotsandstein und feine schwarze bzw. schwarzbraune sowie gröbere gelbbraune Keramikscherben, die sich aber nicht mehr zu Gefäßen rekonstruieren ließen. Außerdem fand er Holzkohle und über dem anstehenden Boden mit Asche durchmischten Sand. Nach einem Drittel seiner Länge von Osten aus gesehen wurde das Hünenbett durch eine quergestellte Steinreihe geteilt. Direkt dahinter fand Ritter in den anstehenden Boden eingetieft eine Brandgrube mit einem Durchmesser von 1,2 m und einer Tiefe von 0,9 m. Hier wurden Asche und Knochen gefunden. Etwa 15 m westlich der Steinreihe lagen ein menschlicher Röhrenknochen und ein Stück Bernstein.